# Herpetogramma obscurior
Herpetogramma obscurior là một loài bướm đêm trong họ Crambidae.